# Olli Rahnasto
Olli Rahnasto (Seinäjoki, 28 december 1965) is een voormalig professioneel tennisser uit Finland. Hij won twee ATP-titels in het dubbelspel gedurende zijn carrière. Rahnasto was prof in de periode 1982-1995. Hij vertegenwoordigde zijn vaderland bij de Olympische Spelen van 1984 in Los Angeles, waar hij in de eerste ronde werd uitgeschakeld door de Oostenrijker Thomas Muster.